# Ďurkovce
Ďurkovce este o comună slovacă, aflată în districtul Veľký Krtíš din regiunea Banská Bystrica. Localitatea se află la altitudinea de 184 m deasupra n.m., se întinde pe o suprafață de 4,93 km2 și în 2017 număra 133 de locuitori.

## Istoric
Localitatea Ďurkovce este atestată documentar din 1262.

## Demografie
| An:                | 1994 | 2004    | 2014   | 2024 |
| ------------------ | ---- | ------- | ------ | ---- |
| Număr de persoane: | 151  | 128     | 140    | 112  |
| Diferență:         |      | −15,23% | +9,37% | −20% |

| An:                | 2023 | 2024   |
| ------------------ | ---- | ------ |
| Număr de persoane: | 114  | 112    |
| Diferență:         |      | −1,75% |